# Leptanilla
Leptanilla là một chi kiến trong phân họ Leptanillinae.

## Các loài
Chi này gồm các loài:
- Leptanilla africana Baroni Urbani, 1977
- Leptanilla alexandri Dlussky, 1969
- Leptanilla astylina Petersen, 1968
- Leptanilla australis Baroni Urbani, 1977
- Leptanilla besucheti Baroni Urbani, 1977
- Leptanilla bifurcata Kugler, 1987
- Leptanilla boltoni Baroni Urbani, 1977
- Leptanilla buddhista Baroni Urbani, 1977
- Leptanilla butteli Forel, 1913 — bán đảo Malay
- Leptanilla charonea Lopez, Martinez & Barandica, 1994
- Leptanilla doderoi Emery, 1915 — Corse, Sardegna
- Leptanilla escheri (Kutter, 1948)
- Leptanilla exigua Santschi, 1908 — North Africa
- Leptanilla havilandi Forel, 1901 — Malay Peninsula
- Leptanilla islamica Baroni Urbani, 1977
- Leptanilla israelis Kugler, 1987
- Leptanilla japonica Baroni Urbani, 1977
- Leptanilla judaica Kugler, 1987
- Leptanilla kubotai Baroni Urbani, 1977
- Leptanilla minuscula Santschi, 1907 — North Africa
- Leptanilla morimotoi Yasumatsu, 1960
- Leptanilla nana Santschi, 1915 — North Africa
- Leptanilla oceanica Baroni Urbani, 1977
- Leptanilla ortunoi Lopez, Martinez & Barandica, 1994
- Leptanilla palauensis (Smith, 1953)
- Leptanilla plutonia Lopez, Martinez & Barandica, 1994
- Leptanilla revelierii Emery, 1870 — Corse, Sardegna, Maroc
- Leptanilla santschii G.C. Wheeler & E.W. Wheeler, 1930 — Java
- Leptanilla swani Wheeler, 1932 — Tây Úc
- Leptanilla tanakai Baroni Urbani, 1977
- Leptanilla tanit Santschi, 1907
- Leptanilla tenuis Santschi, 1907 — North Africa
- Leptanilla thai Baroni Urbani, 1977
- Leptanilla theryi Forel, 1903 — North Africa
- Leptanilla vaucheri Emery, 1899 — North Africa
- Leptanilla zaballosi Lopez, Martinez & Barandica, 1994